# Le Grand Livre des gnomes
Ne doit pas être confondu avec La Grande Encyclopédie des lutins.
Le Grand Livre des gnomes (titre original : The Nome Trilogy, aussi connue sous le nom de The Bromeliad Trilogy) est une série de fantasy composée de trois romans écrit par le britannique Terry Pratchett.
Cette trilogie expose l'histoire de Masklinn et de sa tribu de gnomes, hauts de 10 cm. De leur terrier boueux à leur Vaisseau dans les étoiles, c'est le récit de la reconquête de leurs origines.

## Livres
La trilogie comporte :
1. Les Camionneurs, J'ai lu, 1996 ((en) Truckers, 1989)
2. Les Terrassiers, J'ai lu, 1996 ((en) Diggers, 1990)
3. Les Aéronautes, J'ai lu, 1997 ((en) Wings, 1990)

La trilogie est aussi disponible sous la forme d'un seul ouvrage du même titre paru aux éditions J'ai lu en 2001.

### Les Camionneurs
Masklinn, dernier chasseur de sa tribu, décide au soir d'un rude hiver que le dernier espoir de sa tribu réside dans l'exil.
Il faut dire que Masklinn est un gnome de 10 cm et que sa tribu loge dans un terrier en bord d'autoroute...
C'est le début d'une grande aventure qui le conduira d'abord dans le Grand Magasin, véritable Eden où vivent des centaines de gnomes.
Mais à peine installé, une terrible nouvelle leur parvient : le Grand Magasin va être détruit. Masklinn devra alors convaincre les gnomes incrédules de reprendre la route. Il sera guidé dans sa quête par le Truc, mystérieux cube parlant transmis de génération en génération...

### Les Terrassiers
Après avoir fui la destruction du Grand Magasin, les gnomes, guidés par Masklinn, ont élu domicile dans une carrière abandonnée. Et si certains se satisfont de leur condition, Masklinn, toujours guidé par le mystérieux Truc, veut partir à la découverte de leur origine et d'un lieu qu'ils puissent véritablement appeler leur "chez eux". 
Avec quelques compagnons, il décide de se rendre en Floride, où Richard Quadragénaire, petit-fils d'Arnold Frères (fond. 1905), fondateur du Grand Magasin, doit se trouver pour le lancement d'un satellite. D'après le Truc, cela devrait leur permettre de rentrer "chez eux".
Mais alors qu'ils sont partis, l'hiver tombe sur la carrière. Pire, les humains semblent décidés à la rouvrir....

### Les Aéronautes
Pour les articles homonymes, voir Les Aéronautes.
C'est la dernière étape de la quête des gnomes pour leurs origines.
Masklinn et ses amis sont arrivés en Floride. Ils doivent maintenant installer le Truc à bord de la navette spatiale, afin que celui-ci puisse entrer en contact avec le Vaisseau qui les a conduits sur terre, il y a quinze cents ans de cela. Ils pourront peut-être compter sur l'aide de Richard Quadragénaire, petit-fils d'Arnold Frères (fond. 1905)...

## Personnages principaux
- Masklinn : Jeune Chasseur de la tribu de gnome du Dehors. Poussé contre son gré à assumer son rôle de leader, il est soutenu par le Truc et Grimma ;
- Grimma : Une jeune gnome de la tribu du Dehors. Forte, volontaire et à l'esprit caustique ;
- Mémé Morkie : Ancienne de la tribu du Dehors ;
- Toritt : Ancien de la tribu du Dehors ;
- Le Truc : Petit ordinateur cubique doué de parole et de raison, il guide les gnomes à travers leurs épreuves ;
- Angalo de Merceri ;
- Dorcas d'Egustation ;
- Gurder, abbé des Papeteri ;
- Mip-mip, une grenouille d'Amazonie — une présence hors-champ, qui un jour et contre toute raison quitta sa broméliacée de naissance.